# ACHL 1986/87
Die Saison 1986/87 war die sechste und letzte reguläre Saison der Atlantic Coast Hockey League. Während der regulären Saison sollten die fünf Teams jeweils 58 Spiele bestreiten, allerdings musste der Spielplan aufgrund des vorzeitigen, finanziell bedingten Ausscheidens der Troy Slapshots umgeändert werden. In den Play-offs setzten sich die Virginia Lancers durch und gewannen zum ersten Mal in ihrer Vereinsgeschichte die Bob Payne Trophy.

## Teamänderungen
Folgende Änderungen wurden vor Beginn der Saison vorgenommen:
- Die New York Slapshots wurden nach Troy, New York, umgesiedelt und änderten ihren Namen in Troy Slapshots.

## Reguläre Saison

### Abschlusstabelle
Abkürzungen: GP = Spiele, W = Siege, L = Niederlagen, T = Unentschieden, OTL = Niederlage nach Overtime, GF = Erzielte Tore, GA = Gegentore, Pts = Punkte
|                       | GP | W  | L  | T | GF  | GA  | Pts |
| --------------------- | -- | -- | -- | - | --- | --- | --- |
| Virginia Lancers      | 58 | 36 | 19 | 3 | 288 | 218 | 75  |
| Erie Golden Blades    | 57 | 28 | 27 | 2 | 250 | 246 | 58  |
| Mohawk Valley Comets  | 57 | 23 | 31 | 3 | 260 | 292 | 49  |
| Carolina Thunderbirds | 56 | 23 | 31 | 2 | 252 | 278 | 48  |
| Troy Slapshots        | 6  | 2  | 4  | 0 | 20  | 36  | 4   |

## Playoffs
|  | Halbfinale | Halbfinale            | Halbfinale |  |  | Finale | Finale               | Finale |
|  |            |                       |            |  |  |        |                      |        |
|  |            |                       |            |  |  |        |                      |        |
|  | 1          | Virginia Lancers      | 4          |  |  |        |                      |        |
|  | 4          | Carolina Thunderbirds | 1          |  |  |        |                      |        |
|  |            |                       |            |  |  | 1      | Virginia Lancers     | 4      |
|  |            |                       |            |  |  | 3      | Mohawk Valley Comets | 3      |
|  | 2          | Erie Golden Blades    | 2          |  |  |        |                      |        |
|  | 3          | Mohawk Valley Comets  | 4          |  |  |        |                      |        |
|  |            |                       |            |  |  |        |                      |        |